# 排雲山莊

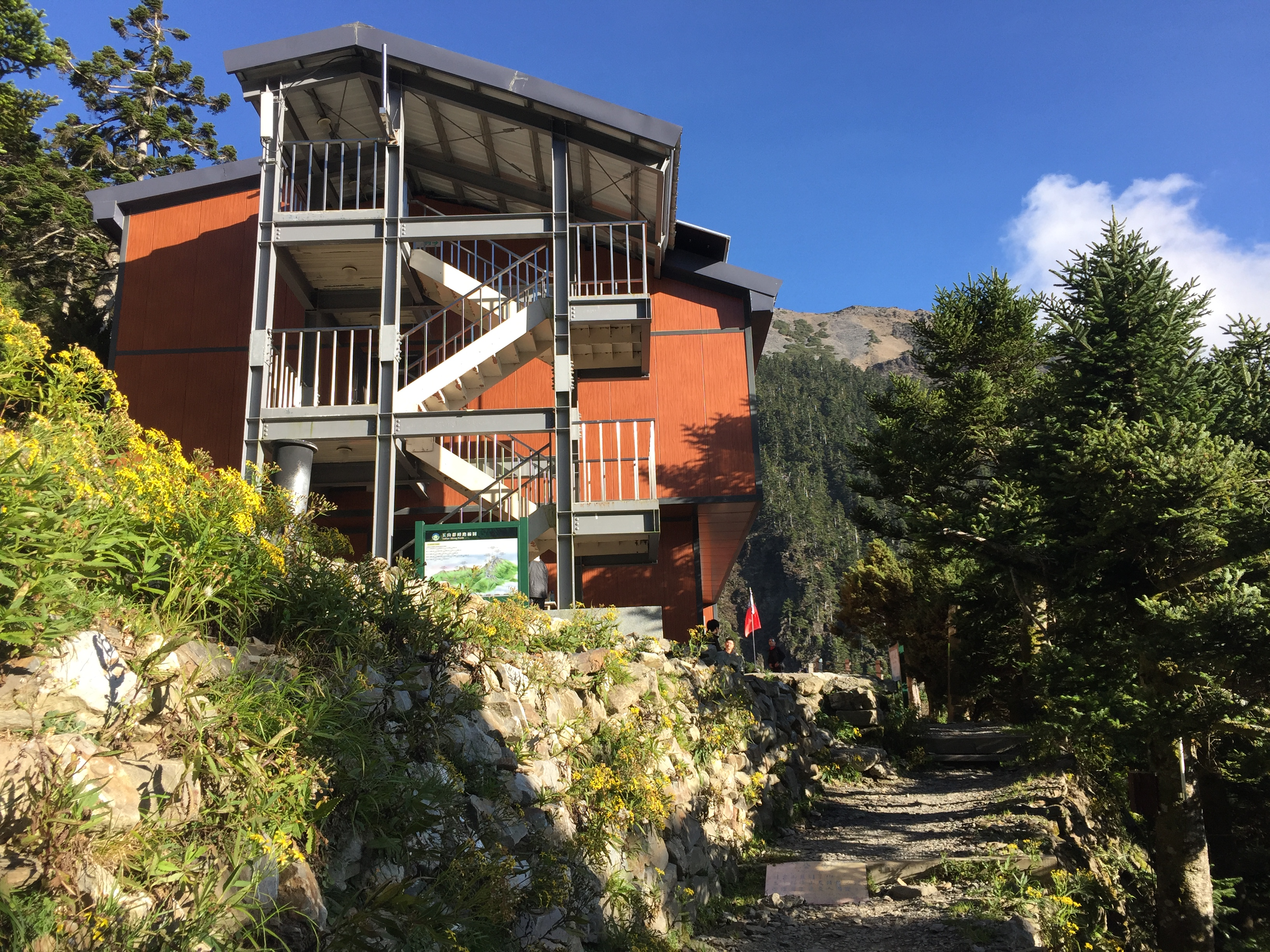
2018年排雲山莊

排雲山莊(英語：Paiyun Lodge)是臺灣玉山國家公園一棟住宿山屋，海拔高度3,402公尺，位於玉山主峰西坡下2.4公里處。這是台灣最有名跟最熱門的高山山莊，登山客攀登玉山群峰前，會來此進行休息跟住宿。由於過度熱門，來此住宿必須進行抽籤。中籤率曾有低至1%的紀錄。自2002年1月，排雲山莊原由林務局經營管理，現已交由玉山國家公園管理處全權管理。現今，排雲山莊的外觀是2013年6月改建完工之後，呈現出二層樓鋼骨結構。能源系統方面，屋頂設置太陽能供電系統，並設有鋰離子電池儲能系統。

## 名由
排雲山莊在日治時期是叫新高下，顧名思義，就是新高山的山腳下。至於「排雲」一詞的來由，依據台灣戶外休閒用品品牌《歐都納》官網刊載，台灣岳界有「四大天王」之稱的邢天正、丁同三、林文安與蔡景璋，曾在有一次攀登玉山途中，就歇腳住在這棟工寮，邢天正油然心起為這棟工寮命名「排雲」，因為他自己從排長退伍，又見到眼前雲海景象，因而湊得「排」、「雲」二字。
但據玉管處蒐集的資料顯示，排雲山莊的前身是1926年日本人闢建「新高山登山道」登頂前的最後一座休泊所，並取名為「新高下休泊所」。1934年因應日漸增多的登山客，日本政府乃將之改建成警察官吏駐在所，名之為「新高下駐在所」，這也足以證明其前身並非工寮。日本政府於1945年戰敗投降，原先的「新高下駐在所」由國民政府接管後便不再派警察進駐。1967年撥交林務局管理期間，遂將之改建成供登山客住宿的山莊，並因排山倒海的雲海美景而命名為「排雲山莊」。

## 歷史

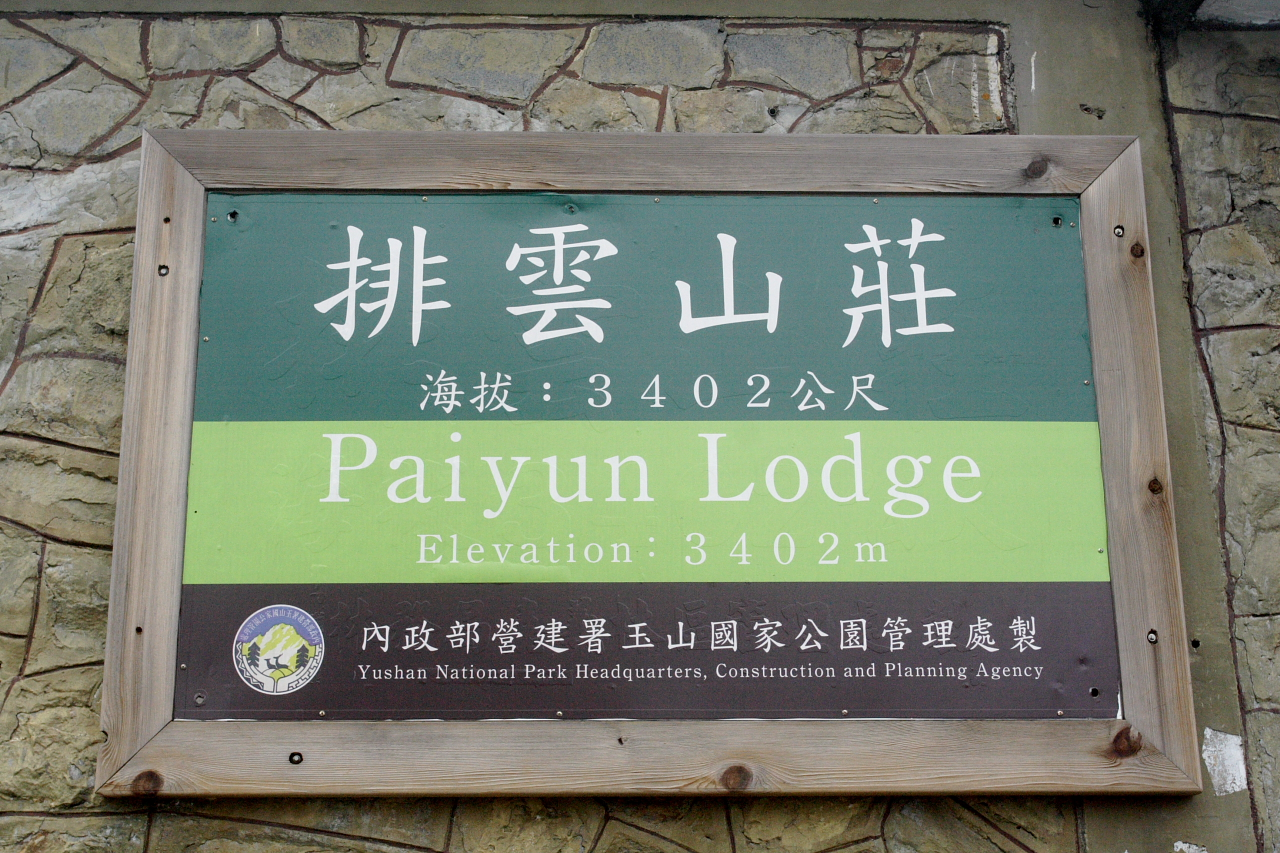
排雲山莊高度位於海拔3402公尺，由玉山國家公園管理處營運管理。

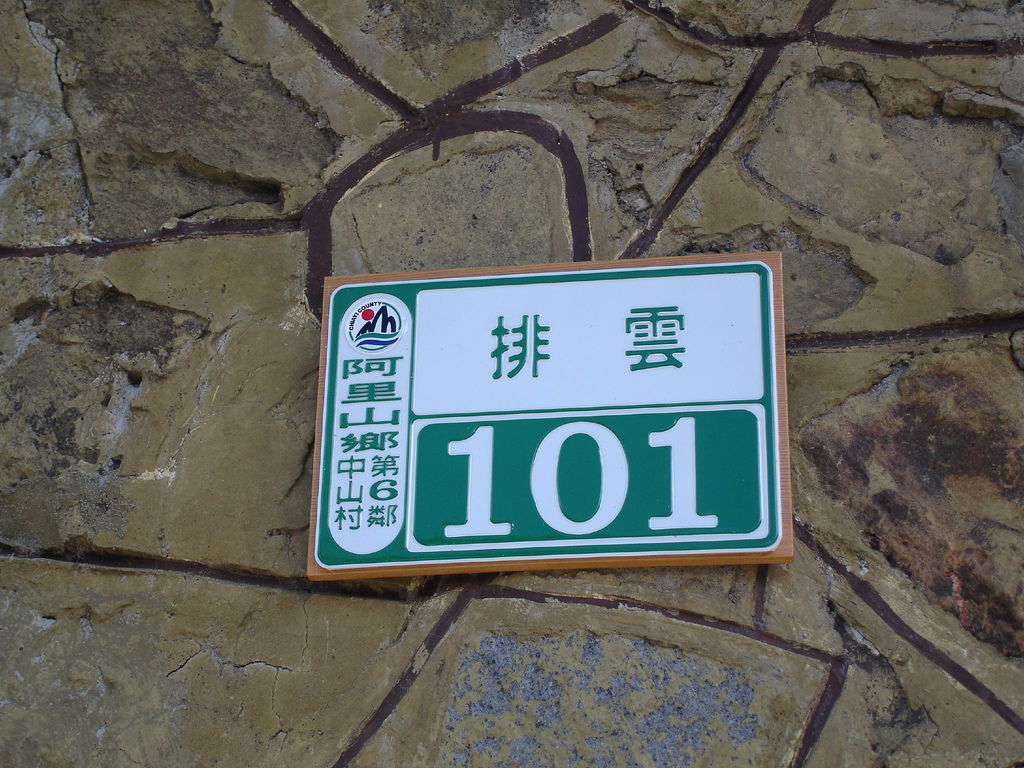
現在排雲山莊的門牌地址是於2007年10月18日重新編入嘉義縣。

日治時期，排雲山莊是一棟木造的駐在所，建於1943年。1945年，日本投降，國民政府接管台灣，撤銷山地駐在所。1967年，林務局接管後，在駐在所原址上興建可供住宿的磚造平房，當時設計是可容納60人，並派有管理員看守經營。1998－99年間，林務局為方便登山人士如廁，選在排雲山莊旁邊的空地上興建一座廁所。2000年9月，排雲山莊經整修後，可容納住宿人數為90人。2002年1月，因排雲山莊管理權責的問題，林務局將排雲山莊管理權移交玉山國家公園管理處。
戶政機關早期將排雲山莊登記在嘉義縣吳鳳鄉（今阿里山鄉）雪峰村。隨著雪峰村於1987年被併入中山村，由於作業疏失，誤將排雲山莊登記於南投縣信義鄉東埔村。這種情況自1990年開始，直到2007年才被發現，經各相關單位開會決議後，由玉山國家公園管理處提出變更門牌地址，排雲山莊因此於2007年10月18日下午三時正式釘掛門牌「嘉義縣阿里山鄉中山村六鄰『排雲101號』」。
2010年2月12日，玉山國家公園管理處對外公告：「因排雲山莊設備簡陋，機能乏善，為提升服務品質，及維護當地的自然生態環境，故將現有排雲山莊給予重新規劃。」該年11月正式發包施工，由三聯發工程公司負責營造，聯成聯合建築師事務所負責設計施工藍圖。預定完工後的排雲山莊，將可原有住宿容納82人提升成160人，並且原有平房建築將成二層樓建築，通鋪的設計也從原有大通鋪變成4人到8人不等的小通鋪房間，以及加強污水處理與太陽能發電設施。

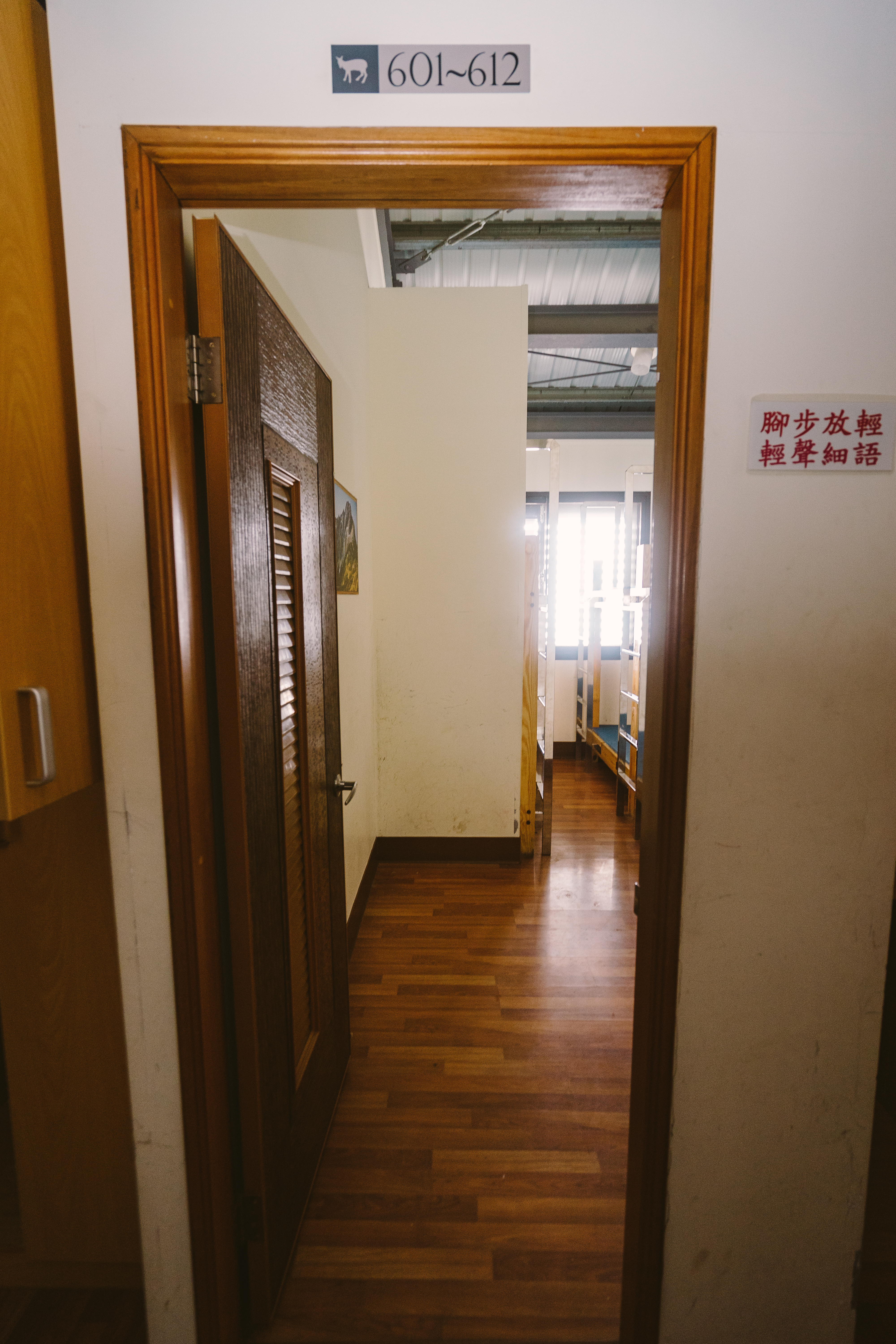
新改建後住宿房間

2012年3月，排雲山莊改建工程案爆發財務糾紛，由於設計上估算錯誤，加上直昇機每趟吊運相當昂貴，三聯發工程對於工程經費的增加而向玉山國家公園管理處追討；玉山國家公園管理處表示，工法改變導致工程預算有所增加，雙方對於工程款的落差會交由公共工程委員會調處與仲裁。該年4月，排雲山莊改建工程案遭民眾質疑，是以整建之名行重建之實，規避環境影響評估；玉山國家公園管理處表示，這項工程只是改建，不需要進行環境影響評估及審查。
2013年6月，排雲山莊竣工；7月5日舉行啟用典禮，7月20日恢復排雲山莊住宿申請。完工後的排雲山莊是二層樓的鋼骨結構建造，內部佈置是將一樓做為餐廳、交誼廳，二樓則是提供登山住宿用的寢室：寢室是採用有隔間方式，不同於以往的大通鋪住宿環境，能提供良好住宿品質。供電方式則採用屋頂的太陽能供電系統，以符合節能減碳的設計。此外，排雲山莊提供睡袋租賃、高山醫療等服務，同時在緊急時刻或危難狀況也能做為食物補給中繼站、山難緊急救護的醫療站，以減輕揹負食物的負擔，並達到及時救援的目的，提升傷者、患者的存活率。目前，排雲山莊可約可容納116人。
| 年分 | 狀態 | 建築形式         | 登山客容量 (人) | 管理者   | 參考文獻          |
| ---- | ---- | ---------------- | --------------- | -------- | ----------------- |
| 1943 | 新建 | 木造駐在所       | 0 (官方用)      | 日本政府 | [ 1 ]             |
| 1967 | 重建 | 磚造平房         | 60              | 林務局   | [ 1 ]             |
| 2000 | 改建 | 磚造平房         | 90              | 林務局   | [ 1 ]             |
| 2013 | 重建 | 二層樓的鋼骨結構 | 116             | 玉管處   | [ 1 ] [ 3 ] [ 8 ] |

## 能源及電力系統
由於電網連接困難，高山上的能源供應仍然是一個懸而未決的問題。過去，早期大多數情況下採用鉛酸蓄電池儲能系統加上柴油發電機。但鉛酸電池的重金屬鉛汙染對環境的破壞性，及對人體健康的危害，造成其在高山上使用的嚴重問題。並且鉛酸電池在使用幾年後，會有老化耗損無法蓄電的狀況。面臨報廢情形，這些廢棄的鉛酸電池目前處理方式，就是往山下運送，否則沒辦法回收處理。也因為長期累積大量的鉛酸廢電池，導致後來有「台灣雪巴」封號的登山家伍玉龍發起「英雄帖」背廢電池下山的活動。
儘管玉管處於2015年曾擬耗資1–2億元，從塔塔加拉8.5公里長的電線傳輸市電至排雲山莊，由吳夏雄建築師事務所進行工程評估，並展開座談會。但環保團體認為，此行為根本嚴重破壞高山環境、違反國家公園保育理念，並進行連署抗議。所以後來作罷，之後都是採用太陽能發電。

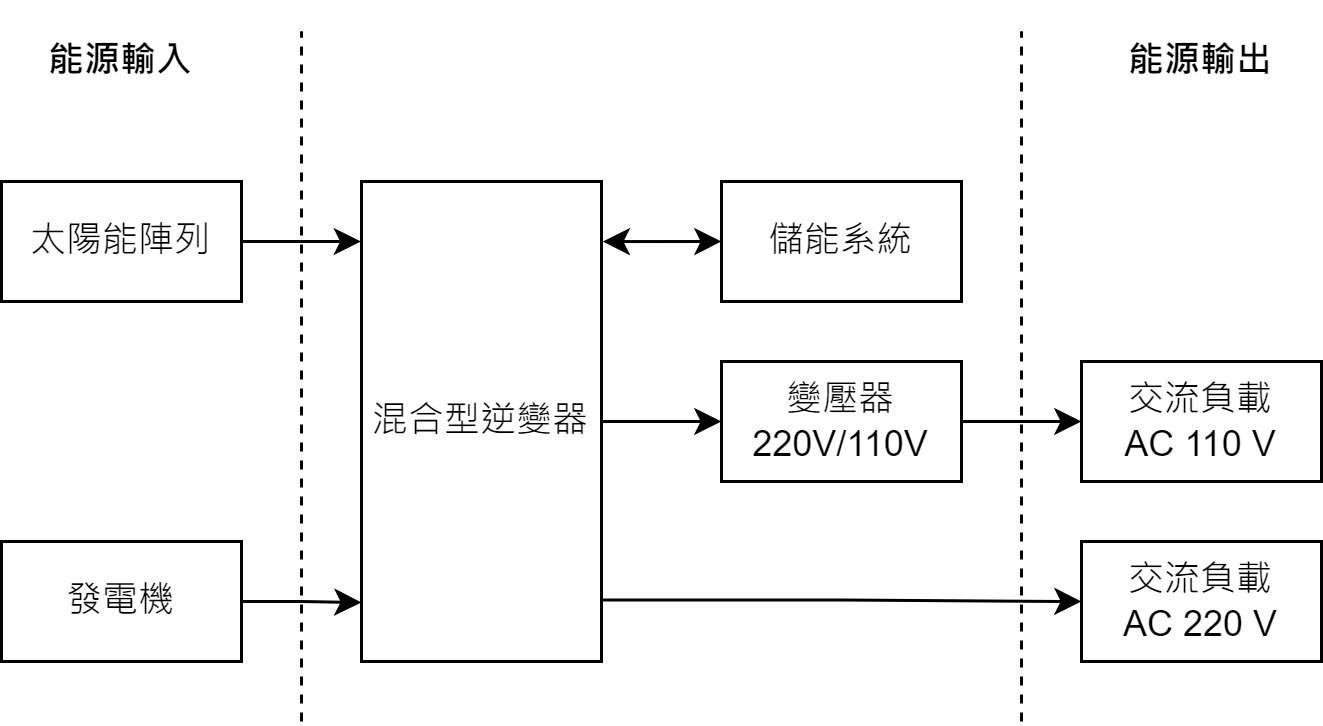
排雲山莊能源系統架構
能源輸入部分由太陽能陣列與發電機提供。經過混合型逆變器直接供應電力給山莊220V交流負載使用。110V交流負載的電力則透過變壓器（220V/110V）取得。儲能系統負則儲存與釋放太陽能陣列的間歇性再生能源。

目前，使用鋰離子電池儲能系統搭配太陽能系統，已經驗證是更環保的方式，解決山莊的能源問題。2016年，排雲山莊安裝了鋰離子電池儲能系統的離網型太陽能系統。在該系統中，太陽能板提供再生能源，使用鋰離子電池儲能系統充當能量儲存器，處理再生能源的間歇性發電問題。2020年，玉管處啟動了針對太陽能板和儲能系統長期使用的系統老化評估項目，報告指出整個系統正在老化，但大部分系統仍保持健康，可長期使用。2021年，給了一些修復和優化建議。2022年，由超倍能科技針對老舊電力系統進行系統優化，儘管施工期間，遭遇2022年台東地震（918強震），但仍順利完成各工程項目，包含儲能系統重整、太陽能系統重整、擴增逆變器裝置容量、電力線路優化、安裝雲端能源管理系統，並建置山莊目前及未來的能源系統架構。2023年，由超倍能科技對儲能系統進行擴增工程，增加儲能系統容量，以應付間歇性太陽能的能源劇烈變化。

## 地理
排雲山莊位於嘉義縣阿里山鄉中山村，位置接近於嘉義縣的極東之處，緊鄰玉山主峰。就玉山登山步道的里程位置而言，排雲山莊距離玉山主峰頂2.4公里處，距離塔塔加登山口8.5公里處，為登頂之前最後住宿地。
排雲山莊深處玉山國家公園之山區，受玉山群峰所圍繞，東西之間僅由玉山登山步道通行，分別通往玉山主峰及塔塔加登山口，另有一條山徑向上延伸，這條則是通往玉山西峰。由於排雲山莊坐向是居北朝南，倚著玉山主峰與玉山西峰之間的稜脈，朝南呈現是視野遼闊的溪谷，這條溪谷是楠梓仙溪的上游，兩岸的植被則為冷杉及雲衫所被覆，其林間有玉山箭竹與其它植物夾雜生長。

## 高山資源運補
高山資源跟設備的運送，主要有幾個方式，例如: 人工搬運、纜車、直升機。對塔塔加登山口到排雲山莊這段路線而言，由於該路線沒有建置纜車，在過去主要的運補方式為人工搬運，而更重的機具或設備就會申請使用直升機來進行搬運。
但在2013年玉山北峰氣象站物資空中運補事件，直升機裝載超重，墜落玉山造成3人罹難後。空中運補工作就中斷了，之後都是採用人工搬運。該人工運補路線，從塔塔加登山口（海拔2610公尺）至排雲山莊（海拔3402公尺），全長約8.5公里。

## 延伸閱讀
- 楊建夫、許秉翔、林政達. .  (PDF). 中華民國健行登山會.   [2013-02-12]. （原始内容 (PDF)存档于2015-05-07） （中文（臺灣））.

## 外部連結
- 玉山國家公園 的存檔，存档日期2024-04-14.
- 三聯發工程公司官方網站 的存檔，存档日期2022-09-27.
- 超倍能科技股份有限公司官方網站 的存檔，存档日期2024-06-25.

### 高山搬運影片
- YouTube上的"塔塔加到排雲山莊 2017 登山紀錄"
- YouTube上的"塔塔加到排雲山莊 2018 挑夫紀錄"
- YouTube上的"塔塔加到排雲山莊 2023挑夫紀錄"

23°27′59.77″N 120°56′58.83″E / 23.4666028°N 120.9496750°E